# 럭키스트 걸 얼라이브
《럭키스트 걸 얼라이브》(영어: Luckiest Girl Alive)는 2022년 공개한 미국의 미스터리 스릴러 드라마 영화이다.

## 출연진

### 주연
- 밀라 쿠니스 - 애니 파넬리 역

### 조연
- 핀 위트록 - 루크 해리슨 역
- 코니 브리튼 - 디나 역
- 제니퍼 빌즈 - 롤로 빈센트 역
- 제시카 비엘 - 어린 롤로 빈센트 역
- 스쿳 맥네이리 - 앤드류 라슨 역
- 키아라 오렐리아 - 어린 애니 파넬리 역
- 저스틴 루프 - 넬 루서포드 역
- 토마스 바버스카 - 아서 파인먼 역
- 알렉스 바론 - 딘 바튼 역
- 카슨 맥코맥 - 어린 딘 바튼 역
- 달마 아부자이드 - 애런 위커샴 역
- 아이작 크레그튼 - 리암 로스 역